# 1992-es karibi kupa
Az 1992-es karibi kupát a karibi kupák történelmében harmadik alkalommal rendezték meg. A labdarúgótornát a karib-térségbeli CONCACAF-csapatok részvételével tartották, melyet végül a házigazda Trinidad és Tobago nyert. A torna gólkirálya a Trinidad és Tobagó-i Leonson Lewis lett 7 góllal.

## Selejtezőkör
A rendező Trinidad és Tobagót, illetve a címvédő Jamaicát kiemelték a torna döntőjébe, míg a többi nevezett labdarúgó-válogatottat hat csoportba sorsolták. A csoportok győztesei jutottak a Trinidad és Tobagó-i döntőbe.

### 1. csoport
A csoport mérkőzéseit Bridgetownban, Barbadoson rendezték, melyet nagy küzdelemben a Saint Vincent-i labdarúgó-válogatott nyerte a házigazdával szemben.
| #  | Csapat                                | J | Gy | D | V | Rg | Kg | Gk | P |
| -- | ------------------------------------- | - | -- | - | - | -- | -- | -- | - |
| 1. | Saint Vincent és a Grenadine-szigetek | 3 | 1  | 2 | 0 | 5  | 4  | +1 | 4 |
| 2. | Barbados                              | 3 | 1  | 1 | 1 | 4  | 4  | 0  | 3 |
| 3. | Antigua és Barbuda                    | 3 | 1  | 1 | 1 | 3  | 3  | 0  | 3 |
| 4. | Grenada                               | 3 | 0  | 2 | 1 | 1  | 2  | -1 | 2 |

| 1992. március 25.: | Barbados                              | 1 – 1 | Grenada                               |  |
| 1992. március 25.: | Saint Vincent és a Grenadine-szigetek | 2 – 2 | Antigua és Barbuda                    |  |
| 1992. március 27.: | Barbados                              | 1 – 0 | Antigua és Barbuda                    |  |
| 1992. március 27.: | Saint Vincent és a Grenadine-szigetek | 0 – 0 | Grenada                               |  |
| 1992. március 29.: | Barbados                              | 2 – 3 | Saint Vincent és a Grenadine-szigetek |  |
| 1992. március 29.: | Grenada                               | 0 – 1 | Antigua és Barbuda                    |  |

### 2. csoport
A csoport mérkőzéseit Philipsburgban, Sint Maartenen rendezték, melyet nagy küzdelemben, jobb gólkülönbségének köszönhetően a Martinique-i labdarúgó-válogatott nyerte a házigazdával szemben.
| #  | Csapat          | J | Gy | D | V | Rg | Kg | Gk | P |
| -- | --------------- | - | -- | - | - | -- | -- | -- | - |
| 1. | Martinique      | 2 | 1  | 0 | 0 | 8  | 1  | +7 | 3 |
| 2. | Sint Maarten    | 2 | 1  | 1 | 0 | 5  | 3  | +2 | 3 |
| 3. | Kajmán-szigetek | 2 | 0  | 0 | 0 | 2  | 11 | -9 | 0 |

| 1992. április 1.: | Martinique   | 7 – 0 | Kajmán-szigetek |  |
| 1992. április 3.: | Sint Maarten | 4 – 2 | Kajmán-szigetek |  |
| 1992. április 5.: | Sint Maarten | 1 – 1 | Martinique      |  |

### 3. csoport
A csoport mérkőzéseit Paramaribóban, Suriname-ban rendezték. A selejtező csoportgyőztese a rendező ország labdarúgó-válogatottja lett, hibátlan mérleggel és első alkalommal jutott a torna döntőjébe.
| #  | Csapat         | J | Gy | D | V | Rg | Kg | Gk  | P |
| -- | -------------- | - | -- | - | - | -- | -- | --- | - |
| 1. | Suriname       | 3 | 3  | 0 | 0 | 12 | 2  | +10 | 6 |
| 2. | Francia Guyana | 3 | 1  | 1 | 1 | 5  | 4  | +1  | 3 |
| 3. | Guyana         | 3 | 1  | 1 | 1 | 4  | 5  | -1  | 3 |
| 4. | Aruba          | 3 | 0  | 0 | 3 | 0  | 10 | -10 | 0 |

| 1992. április 8.:  | Francia Guyana | 1 – 1 | Guyana         |  |
| 1992. április 8.:  | Suriname       | 5 – 0 | Aruba          |  |
| 1992. április 10.: | Suriname       | 4 – 0 | Guyana         |  |
| 1992. április 10.: | Francia Guyana | 2 – 0 | Aruba          |  |
| 1992. április 12.: | Suriname       | 3 – 2 | Francia Guyana |  |
| 1992. április 12.: | Guyana         | 3 – 0 | Aruba          |  |

### 4. csoport
A csoport mérkőzéseit Basseterrében, Saint Kitts és Nevisen rendezték, melyet hatalmas meglepetésre, hibátlan mérleggel és kapott gól nélkül az Antigua és Barbuda-i labdarúgó-válogatott nyerte meg és első alkalommal került a karibi kupa döntőjébe.
A csoport tét nélküli utolsó mérkőzését a Brit Virgin-szigetek és Montserrat között nem rendezték meg.
| #  | Csapat               | J | Gy | D | V | Rg | Kg | Gk  | P |
| -- | -------------------- | - | -- | - | - | -- | -- | --- | - |
| 1. | Antigua és Barbuda   | 3 | 3  | 0 | 0 | 8  | 0  | +8  | 6 |
| 2. | Saint Kitts és Nevis | 3 | 2  | 0 | 1 | 14 | 1  | +13 | 4 |
| 3. | Brit Virgin-szigetek | 2 | 0  | 0 | 2 | 0  | 6  | -6  | 0 |
| 4. | Montserrat           | 2 | 0  | 0 | 2 | 0  | 15 | -15 | 0 |

| 1992. április 15.: | Saint Kitts és Nevis | 4 – 0  | Brit Virgin-szigetek |  |
| 1992. április 15.: | Antigua és Barbuda   | 5 – 0  | Montserrat           |  |
| 1992. április 17.: | Saint Kitts és Nevis | 10 – 0 | Montserrat           |  |
| 1992. április 17.: | Antigua és Barbuda   | 2 – 0  | Brit Virgin-szigetek |  |
| 1992. április 19.: | Saint Kitts és Nevis | 0 – 1  | Antigua és Barbuda   |  |

### 5. csoport
A csoport mérkőzéseit Saint Lucián rendezték, melyet végül a guadeloupe-i labdarúgó-válogatott nyert.
| #  | Csapat             | J | Gy | D | V | Rg | Kg | Gk | P |
| -- | ------------------ | - | -- | - | - | -- | -- | -- | - |
| 1. | Guadeloupe         | 2 | 1  | 1 | 0 | 2  | 0  | +2 | 3 |
| 2. | Dominikai Közösség | 2 | 0  | 2 | 0 | 1  | 1  | 0  | 2 |
| 3. | Saint Lucia        | 2 | 0  | 1 | 1 | 1  | 3  | -2 | 1 |

| 1992. április ?.: | Guadeloupe  | 0 – 0 | Dominikai Közösség |  |
| 1992. április ?.: | Saint Lucia | 1 – 1 | Dominikai Közösség |  |
| 1992. április ?.: | Saint Lucia | 0 – 2 | Guadeloupe         |  |

### 6. csoport
Valószínűsíthető, hogy a csoport eredetileg három csapatból állt és visszalépés történt. Azonban erre vonatkozóan semmilyen írásos dokumentum nem maradt fent.
A csoportban oda-visszavágós rendszerű mérkőzést játszott egymással a két érintett labdarúgó-válogatott és egyértelmű fölénnyel, mindkét mérkőzést megnyerve Kuba jutott tovább.
| #  | Csapat   | J | Gy | D | V | Rg | Kg | Gk | P |
| -- | -------- | - | -- | - | - | -- | -- | -- | - |
| 1. | Kuba     | 2 | 2  | 0 | 0 | 8  | 0  | +8 | 4 |
| 2. | Anguilla | 2 | 0  | 0 | 2 | 0  | 8  | -8 | 0 |

| 1992. május 2.: | Anguilla | 0 – 3 | Kuba     |  |
| 1992. május 9.: | Kuba     | 5 – 0 | Anguilla |  |

## A torna döntője
A selejtezőkből továbbjutott hat csapat csatlakozott a címvédő Jamaica és a rendező Trinidad és Tobago válogatottjához. Két, egyaránt négycsapatos csoportot képeztek, a csoportok első két helyezett csapata jutott az elődöntőbe. A torna mérkőzéseit a Trinidad és Tobagó-i Port of Spainben és San Fernandóban rendezték.

### A csoport
| #  | Csapat             | J | Gy | D | V | Rg | Kg | Gk  | P |
| -- | ------------------ | - | -- | - | - | -- | -- | --- | - |
| 1. | Trinidad és Tobago | 3 | 3  | 0 | 0 | 10 | 1  | +9  | 6 |
| 2. | Martinique         | 3 | 2  | 0 | 1 | 9  | 4  | +3  | 4 |
| 3. | Suriname           | 3 | 0  | 1 | 2 | 2  | 6  | -4  | 1 |
| 4. | Antigua és Barbuda | 3 | 0  | 1 | 2 | 2  | 12 | -10 | 1 |

| 1992. június 17. |

| Martinique | 4–1 | Suriname |
| ---------- | --- | -------- |
|            |     |          |

| Port of Spain (Trinidad és Tobago) |

| 1992. június 17. |

| Trinidad és Tobago               | 7–0 | Antigua és Barbuda |
| -------------------------------- | --- | ------------------ |
| Lewis 3 Latapy 2 Marcelle Morris |     |                    |

| Port of Spain |

| 1992. június 19. |

| Suriname | 1–1 | Antigua és Barbuda |
| -------- | --- | ------------------ |
|          |     |                    |

| Port of Spain (Trinidad és Tobago) |

| 1992. június 19. |

| Trinidad és Tobago | 2–1 | Martinique |
| ------------------ | --- | ---------- |
| Lewis Charles      |     | Sophie     |

| Port of Spain |

| 1992. június 21. |

| Martinique | 4–1 | Antigua és Barbuda |
| ---------- | --- | ------------------ |
|            |     |                    |

| Port of Spain (Trinidad és Tobago) |

| 1992. június 21. |

| Trinidad és Tobago | 1–0 | Suriname |
| ------------------ | --- | -------- |
| Lewis              |     |          |

| Port of Spain |

### B csoport
| #  | Csapat                                | J | Gy | D | V | Rg | Kg | Gk | P |
| -- | ------------------------------------- | - | -- | - | - | -- | -- | -- | - |
| 1. | Jamaica                               | 3 | 2  | 1 | 0 | 3  | 0  | +3 | 5 |
| 2. | Kuba                                  | 3 | 2  | 1 | 0 | 3  | 0  | +3 | 5 |
| 3. | Guadeloupe                            | 3 | 1  | 0 | 2 | 1  | 3  | -2 | 2 |
| 4. | Saint Vincent és a Grenadine-szigetek | 3 | 0  | 0 | 3 | 0  | 4  | -4 | 0 |

| 1992. június 18. |

| Kuba | 2–0 | Guadeloupe |
| ---- | --- | ---------- |
|      |     |            |

| San Fernando (Trinidad és Tobago) |

| 1992. június 18. |

| Jamaica | 2–0 | Saint Vincent és a Grenadine-szigetek |
| ------- | --- | ------------------------------------- |
|         |     |                                       |

| San Fernando (Trinidad és Tobago) |

| 1992. június 20. |

| Kuba | 1–0 | Saint Vincent és a Grenadine-szigetek |
| ---- | --- | ------------------------------------- |
|      |     |                                       |

| San Fernando (Trinidad és Tobago) |

| 1992. június 20. |

| Jamaica | 1–0 | Guadeloupe |
| ------- | --- | ---------- |
|         |     |            |

| San Fernando (Trinidad és Tobago) |

| 1992. június 22. |

| Jamaica | 0–0 | Kuba |
| ------- | --- | ---- |
|         |     |      |

| San Fernando (Trinidad és Tobago) |

| 1992. június 22. |

| Guadeloupe | 1–0 | Saint Vincent és a Grenadine-szigetek |
| ---------- | --- | ------------------------------------- |
|            |     |                                       |

| San Fernando (Trinidad és Tobago) |

### Elődöntő
| 1992. június 24. |

| Jamaica  | 1–0   | Martinique |
| -------- | ----- | ---------- |
| Reid 78' | (0–0) |            |

| Port of Spain (Trinidad és Tobago) Nézőszám: 9,432 Játékvezető: Ramdhan (Trinidad és Tobagó-i) |

| 1992. június 24. |

| Trinidad és Tobago | 1–0 (h.u.) | Kuba |
| ------------------ | ---------- | ---- |
| Lewis 112'         | (0–0, 0–0) |      |

| Port of Spain Nézőszám: 9,432 Játékvezető: Bucknor (jamaicai) |

### 3. helyért
| 1992. június 26. |

| Martinique      | 1–1 (h. u.) | Kuba          |
| --------------- | ----------- | ------------- |
| J.P. Honore 15' | (1–0, 1–1)  | D. Garido 53' |
| Büntetőpárbaj   |             |               |
|                 | 5–3         |               |

| Port of Spain (Trinidad és Tobago) Nézőszám: 21 502 Játékvezető: Ramdhan (Trinidad és Tobagó-i) |

### Döntő
| 1992. június 26. |

| Trinidad és Tobago                           | 3–1   | Jamaica    |
| -------------------------------------------- | ----- | ---------- |
| Lewis 19' Latapy 37' (11-esből) Marcelle 85' | (2–0) | Wright 49' |

| Port of Spain Nézőszám: 21,502 Játékvezető: Forde (barbadosi) |

| 1992-es karibi kupa bajnoka: |
| ---------------------------- |
| TRINIDAD ÉS TOBAGO 2. cím    |

## Referenciák
- Eredmények az rsssf.com-ról (angolul)